# Shaji-ki-Dheri
Shaji-ki-Dheri est le site de l'ancien stupa de Kanishka à environ 3 kilomètres au sud-est du centre de Peshawar, au Pakistan.
Le premier, un archéologue français, Alfred Foucher, qui était professeur à l'Université de Paris, avait visité Peshawar vers la fin du XIXe siècle, et avait remarqué deux monticules au sud-est de Peshawar à l'extérieur de la ville fortifiée. Il a essayé de les relier à la description de l'endroit par Hiuen Tsang.
L'archéologue américain David Brainard Spooner a mené des fouilles en 1908-09 pour l'Archaeological Survey of India, conduisant à l'identification du stupa de Kanishka daté du IIe siècle, et à la découverte du reliquaire de Kanishka. Spooner a publié un article à la suite des fouilles : "Les travaux d'Excavation à Shaji-ki-dheri" dans le Rapport Annuel de l'Archaeological Survey of India, 1908-09. 

## Témoignages de pèlerins chinois
Le stupa était particulièrement imposant. Il a été décrit en détail par les pèlerins chinois dans leurs mémoires. Hiuen Tsang (Xuan Zang) en particulier l'a visité lors de ses voyages dans 629-645 et l'a appelé le "plus grand bâtiment architectural" dans cette partie de l'Asie. On estime que le stupa était équivalent à un bâtiment actuel de 13 étages. Le monastère attenant était associé aux théologiens bouddhistes de Vasubandhu et de Parva. Avec le déclin du bouddhisme dans la région, les traces du stupa et du monastère se sont évanouies. Le moine chinois Song Yun, qui a visité le temple en 520 CE, l'a décrit comme suit: «Toutes sortes d'objets bouddhistes sont conservés à l'intérieur de la pagode, ici des objets décorés d'or et de bijoux par milliers. Au lever du soleil, les paravents dorés brillent comme du feu, tandis que la légère brise matinale fait retentir les précieuses breloques. De toutes les pagodes du monde occidental, c'est la plus importante."

## Le reliquaire de Kanishka
En mars 1909, alors que le creusement avait atteint le centre de la base du stupa, M. Spooner fit une découverte sensationnelle qui remua le monde archéologique. Un coffret de relique en bronze doré, le "reliquaire de Kanishka (en)", a été récupéré contenant des fragments d'os de Bouddha et des cendres.
On y a aussi découvert 16 monnaies des Alkhon, contenues dans un sac, et on pense que ceux-ci avaient leur base à proximité, à Peshawar.

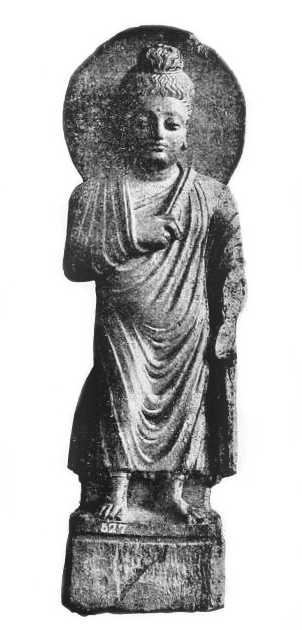
Statue de Bouddha, probablement de Shaji-ki-Dheri.
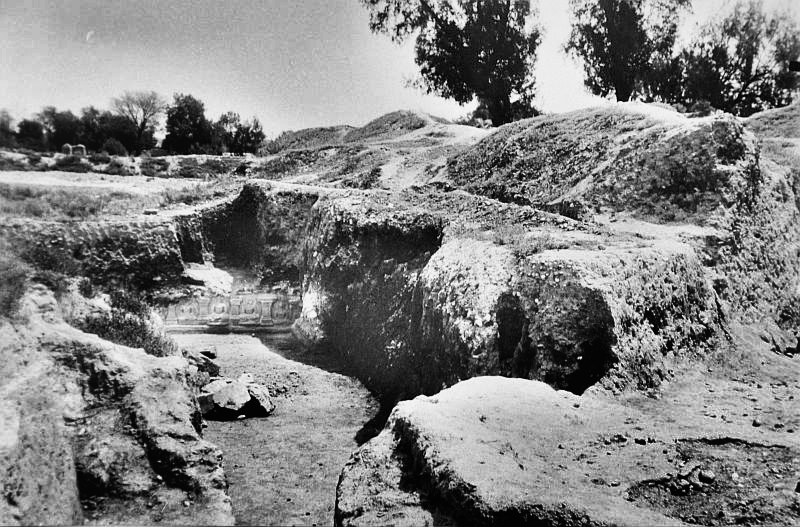
Excavations en 1910.
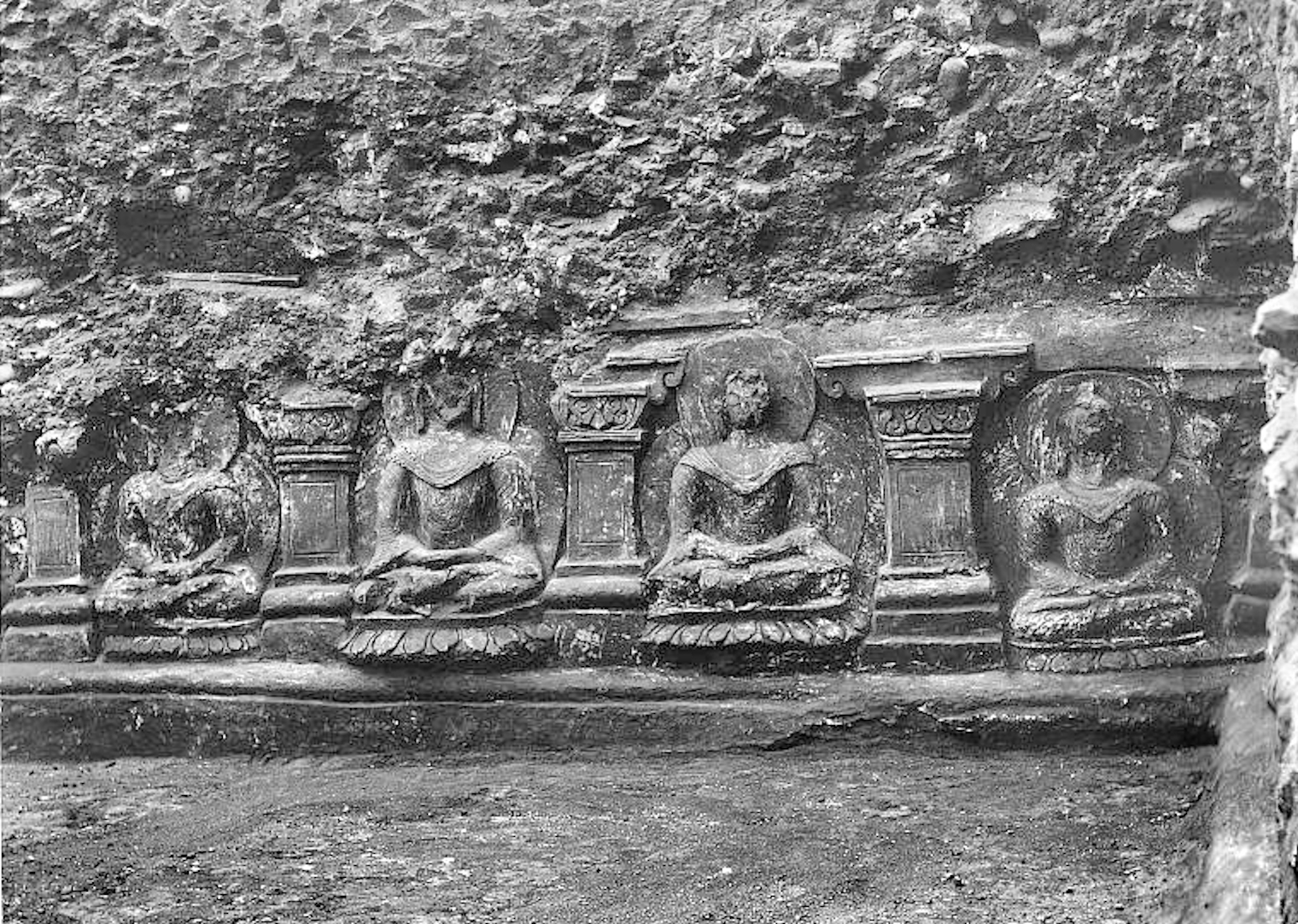
Vestiges du stupa.
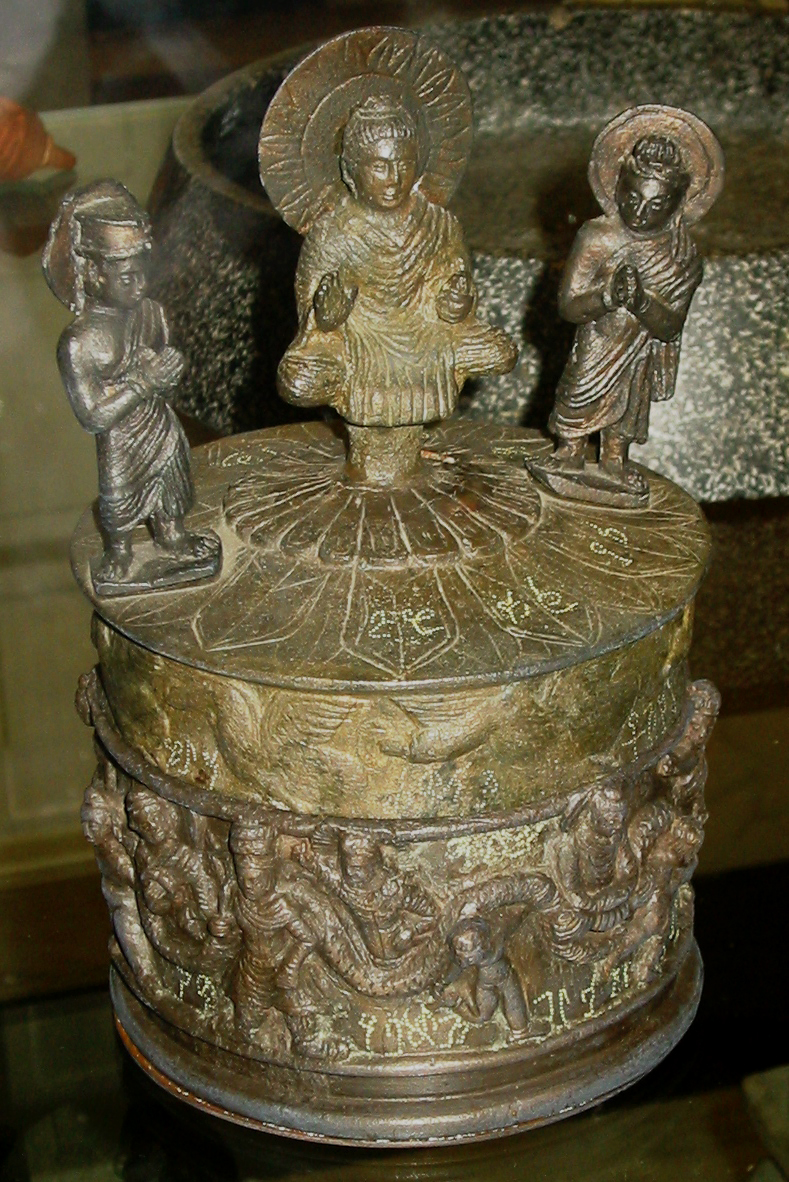
Le reliquaire de Kanishka, British Museum.
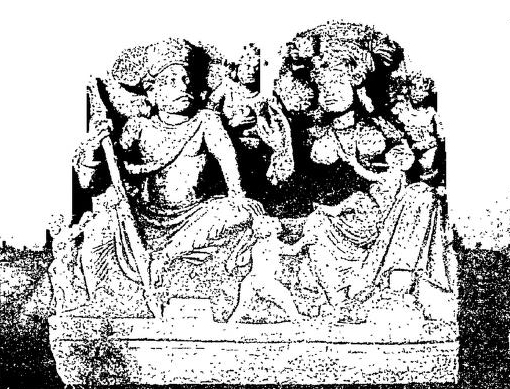
Statue de Kubera et Hariti.
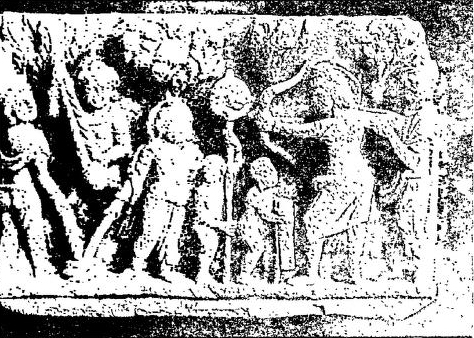
Jataka de l'épreuve de l'arc.
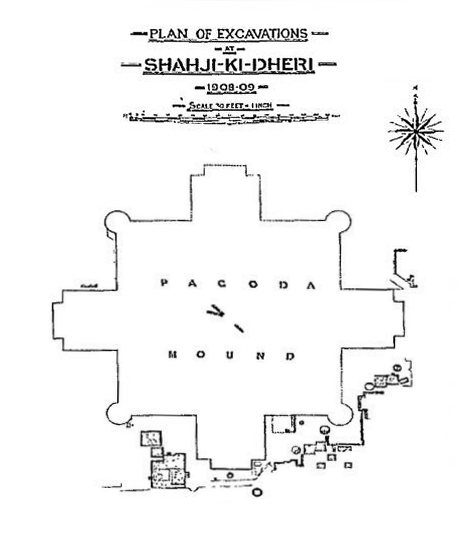
Plan du stupa de Kanishka.